# Soyouz T-9
Soyouz T-9 est une mission spatiale soviétique.

## Équipage
Les nombres entre parenthèses indiquent le nombre de vols spatiaux effectués par chaque individu jusqu'à cette mission incluse.
- Vladimir Liakhov (2)
- Aleksandr Pavlovitch Aleksandrov (1)

- Vladimir Titov (1)   remplaçant
- Guennadi Strekalov (2)   remplaçant

## Paramètres de la mission
- Masse   : 6 850 kg
- Périgée : 201 km
- Apogée  : 229 km
- Inclinaison : 51,6°
- Période : 88,6 minutes